# Eugenio di Beauharnais
Eugène de Beauharnais, principe francese, principe di Venezia, viceré del Regno d'Italia, granduca ereditario di Francoforte, primo duca di Leuchtenberg e primo principe di Eichstätt ad personam (Parigi, 3 settembre 1781 – Monaco di Baviera, 21 febbraio 1824), è stato un generale francese.
Fu il primo e unico figlio maschio del visconte Alessandro di Beauharnais e di Giuseppina di Beauharnais, futura moglie dell'imperatore francese Napoleone.

## Biografia

### Infanzia

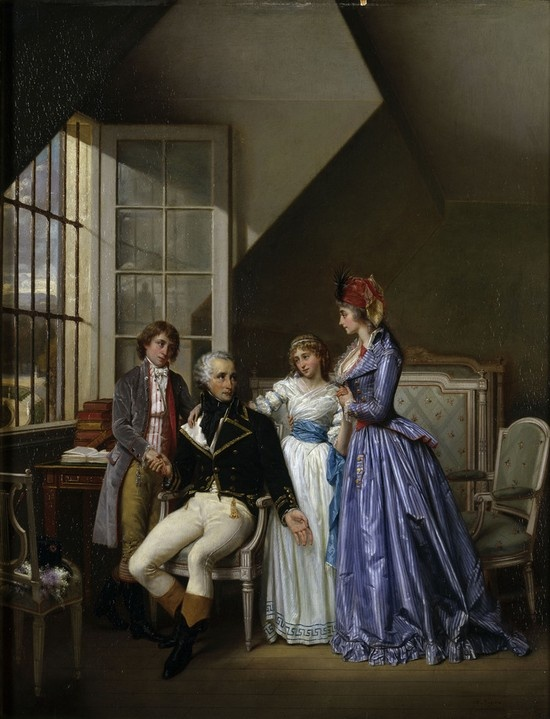
Marie-Josèphe-Rose Tascher de la Pagerie, Alexandre de Beauharnais e i due figli nel 1794

Eugène de Beauharnais nacque il 3 settembre 1781 a Parigi, dal visconte Alexandre de Beauharnais, un ufficiale dell'esercito regio, e dalla creola Marie-Josèphe-Rose de Tascher de la Pagerie, più conosciuta come "Joséphine de Beauharnais".
Crebbe in un periodo storicamente turbolento. Negli anni 1789 e 1790, quando la madre e la sorella Ortensia erano in Martinica, assisté alle sedute dell'Assemblea costituente, alle quali partecipava il padre. Il 20 aprile 1792 l'Assemblea legislativa dichiarò guerra all'Austria. 
Alexandre de Beauharnais raggiunse l'esercito portando con sé il figlio. Il giovane Eugène, undicenne, divideva il proprio tempo tra un collegio di Strasburgo e il quartier generale di Wissembourg. 

L'avvento della Convenzione sconvolse la vita familiare. Nel 1794 gli sposi Beauharnais furono arrestati e imprigionati a Parigi. Alexandre de Beauharnais fu ghigliottinato, la moglie invece rilasciata. Nell'autunno del 1795 i giovani Eugène e Ortensia furono inviati in un pensionato a Saint-Germain.

### Epoca napoleonica
Nel periodo del Direttorio Joséphine de Beauharnais, che teneva un salotto a Parigi, conobbe il giovane generale Napoleone Bonaparte, che sposò il 9 marzo 1796, a Parigi. Bonaparte prese Eugène come proprio aiutante di campo e lo portò con sé in Egitto, dove Eugène assistette alla battaglia terrestre di Abukir. 

Il colpo di Stato del 18 brumaio, con il quale Napoleone divenne console, lanciò pure Eugène – ormai giovane ufficiale – nel gran mondo. 

Eugène era a Marengo e, con la proclamazione dell'Impero, il 18 maggio 1804, fu nominato grand'ufficiale della Legion d'onore, generale di brigata e colonnello generale dei cacciatori della guardia. Napoleone aveva estrema fiducia in lui e si appoggiava al Beauharnais, il cui motto era «Honneur et Fidélité» (onore e fedeltà).

### Massoneria
Con la costituzione del Regno d'Italia e l'incoronazione di Napoleone (30 marzo 1805) vi fu in Lombardia un proliferare di logge,che spesso, anche nel nome, rivelavano l’assoggettamento a Napoleone. Fu il primo Gran Maestro del Grande Oriente d’Italia, fondato il 20 giugno 1805, e il primo Sovrano gran commendatore del Supremo Consiglio d'Italia del Rito scozzese antico ed accettato.
Il 20 giugno 1805 è tutt'oggi la data considerata dal Grande Oriente d'Italia come il momento in cui ebbe inizio la storia dell'Ordine e Beauharnais ne viene nominato gran maestro. Furono massoni del Grande Oriente d'Italia di Beauharnais i generali Giuseppe e Teodoro Lechi, il pittore Andrea Appiani, e ancora Gian Domenico Romagnosi, Francesco Saverio Salfi, Vincenzo Monti, Melchiorre Gioia, Ugo Foscolo.

### Viceré d'Italia

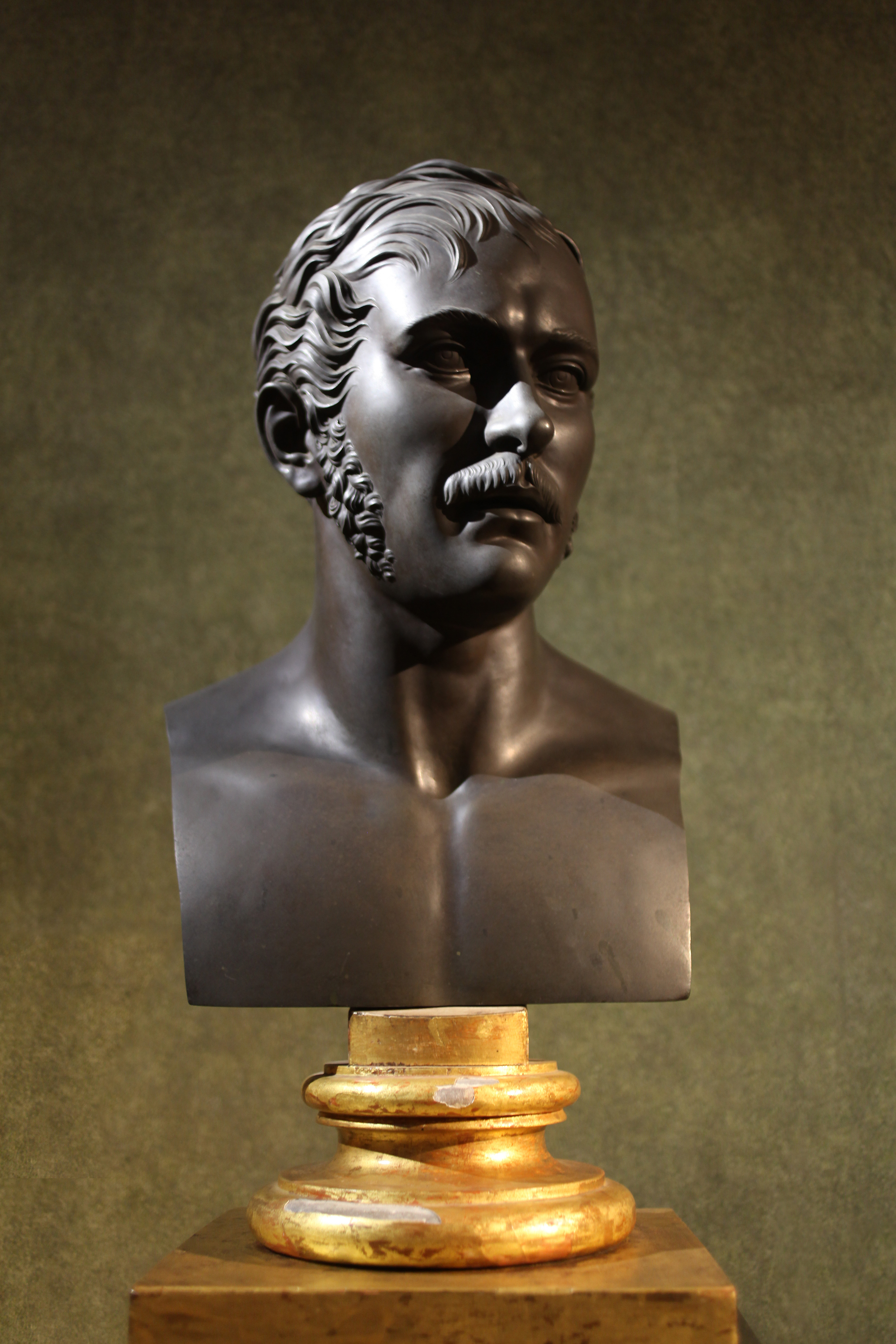
Luigi Manfredini (1771-1840) Busto del viceré Eugenio di Beauharnais (1811)

Bonaparte voleva che alla guida del neocostituito Regno d'Italia vi fosse un uomo a lui assolutamente fedele e che non avesse obiettivi politici propri: Eugène di Beauharnais era dunque per lui il candidato ideale. Nel 1805 Napoleone lo nominò Viceré del Regno dove, da quel momento, trascorse almeno la metà del proprio tempo fissando la propria residenza principale nella Villa Reale di Monza, che volle dotata del più grande parco recintato d'Europa. 
Il 14 gennaio 1806, a Monaco, Eugenio sposò Augusta di Baviera, figlia secondogenita del re Massimiliano I e della sua prima moglie Augusta Guglielmina; la coppia ebbe sette figli. Il viaggio di nozze da Monaco a Milano, passando per Venezia, fu trionfale.

Come regalo di nozze Eugenio concesse Villa Mirabellino alla moglie, che ne fece la sua residenza preferita durante il suo soggiorno a Monza.
Il 16 gennaio 1808 fondò, presso il Palazzo del Monte di Pietà, la Borsa Valori. 
Nel 1809 si formò la Quinta coalizione antinapoleonica. Eugène era al comando dell'esercito d'Italia: subì dapprima una sconfitta a Sacile, ma presto riuscì a respingere il nemico, riuscendo a congiungersi con la Grande Armata, alla periferia di Vienna, dove partecipò alla vittoria di Raab. 

Sempre durante la campagna d'Austria del 1809, poté annoverare varie vittorie ed è considerato colui che maggiormente contribuì alla vittoria nella battaglia di Wagram. 
Nel 1812 ottenne il comando delle truppe italiane, francesi e bavaresi del IV Corpo d'armata in partenza per la Russia. Fu il culmine della sua carriera militare, in cui si segnalò per la sua condotta eroica nella battaglia di Astroŭna.

### Caduta del Regno d'Italia
Tuttavia, le condizioni spaventose della ritirata dalla Russia lo segnarono per sempre: il suo carattere si fece triste e invecchiò prematuramente. La defezione di Gioacchino Murat lo lasciò a capo dei resti della Grande Armata, ormai ridotta a poche migliaia di uomini. In sessanta giorni egli riuscì ad eseguire una ritirata magistrale, sfuggendo all'accerchiamento nemico e riuscendo ad unirsi ai nuovi coscritti inviati da Napoleone.
Raggiunse in seguito l'Italia, dove dovette sedare le rivolte in corso e cercare di mantenere la sicurezza. Tuttavia, dopo la disfatta in Sassonia, gli austriaci minacciavano ormai la pianura del Po.
Date le oscillazioni di Murat tra la fedeltà e il tradimento, Eugène era in pratica solo ad affrontare gli eserciti austriaco e napoletano. Tuttavia, egli resistette alle pressioni del suocero Massimiliano, che lo istigava ad abbandonare Napoleone con la promessa di metterlo a capo del Regno d'Italia. Anche se il fatto che Eugène non avesse dato seguito ad un invito di Napoleone, nel gennaio del 1814, di lasciare l'Italia gli valse un'accusa di tradimento da parte di alcuni generali. Con la battaglia sul Mincio, l'8 febbraio 1814, sconfisse gli austriaci del feldmaresciallo Bellegarde.
Il 6 aprile 1814, Napoleone si dichiarò pronto ad abdicare, atto che fu formalizzato il giorno 11. Il 16 aprile Eugène comunicava di avere concluso anch'egli un armistizio, la Convenzione di Schiarino-Rizzino. 

Sperò ancora, per qualche giorno, che il Regno d'Italia e il suo trono potessero essere salvati dalla disfatta napoleonica, ma, dopo i disordini milanesi del 20 aprile, con il linciaggio a morte ad opera della folla inferocita del ministro delle finanze Giuseppe Prina, capì di non avere più non soltanto il sostegno delle potenze vincitrici, ma nemmeno quello della popolazione. La gente lo identificava infatti con i detestati francesi e così il giorno 26 abdicò, lasciando il giorno successivo l'Italia per ritirarsi in esilio in Baviera, presso i suoceri.

### Ultimi anni
Al Congresso di Vienna sperava di ottenere un principato e una rendita annuale. Gli proposero Pontecorvo, di cui Bernadotte era, in precedenza, principe ereditario. Ma la proposta non ebbe seguito in quanto quel territorio venne restituito al pontefice. 
Nel frattempo – mentre era ritornato a Monaco, dove il suocero gli aveva affidato il ducato di Leuchtenberg – Napoleone lasciava l'isola d'Elba e sbarcava a Golfe-Juan, il 1º marzo 1815. In questa fase Eugène non ebbe alcun ruolo, né politico né militare, e si limitò ad assistere ai Cento Giorni di Napoleone, che si chiusero con la disfatta di Waterloo, e alla seconda abdicazione. 
Tuttavia, nel marzo 1815, a Vienna (con l'Art. 64 del Protocollo "separato e segreto"), le potenze vincitrici stabilirono - nonostante le rimostranze del cardinale Consalvi, che partecipava in qualità di osservatore in rappresentanza dello Stato Pontificio - che Eugène poteva continuare ad usufruire dei beni ricevuti nel 1810, come "appannaggio", in qualità di viceré d'Italia. Si trattava di 2.300 tenute agricole e 137 palazzi urbani. In un secondo tempo, con un'abile operazione, il cardinale Giacomo Antonelli riuscì a riscattare i beni dell'appannaggio.
Eugène trascorse gli ultimi anni a gestire il proprio patrimonio, a sistemare la numerosa progenie, dedicandosi pure al disegno e alla musica. Uomo di sua stretta fiducia fu in quegli anni il conte modenese Massimiliano Cantadori, sposo di Giuseppina Maria Sforza e influente esponente della massoneria. 

A Monaco, egli e la moglie fecero costruire un palazzo dove il principe sistemò la propria biblioteca e la collezione di dipinti, ereditate dalla madre, che Eugène mise a disposizione del pubblico.

### Morte

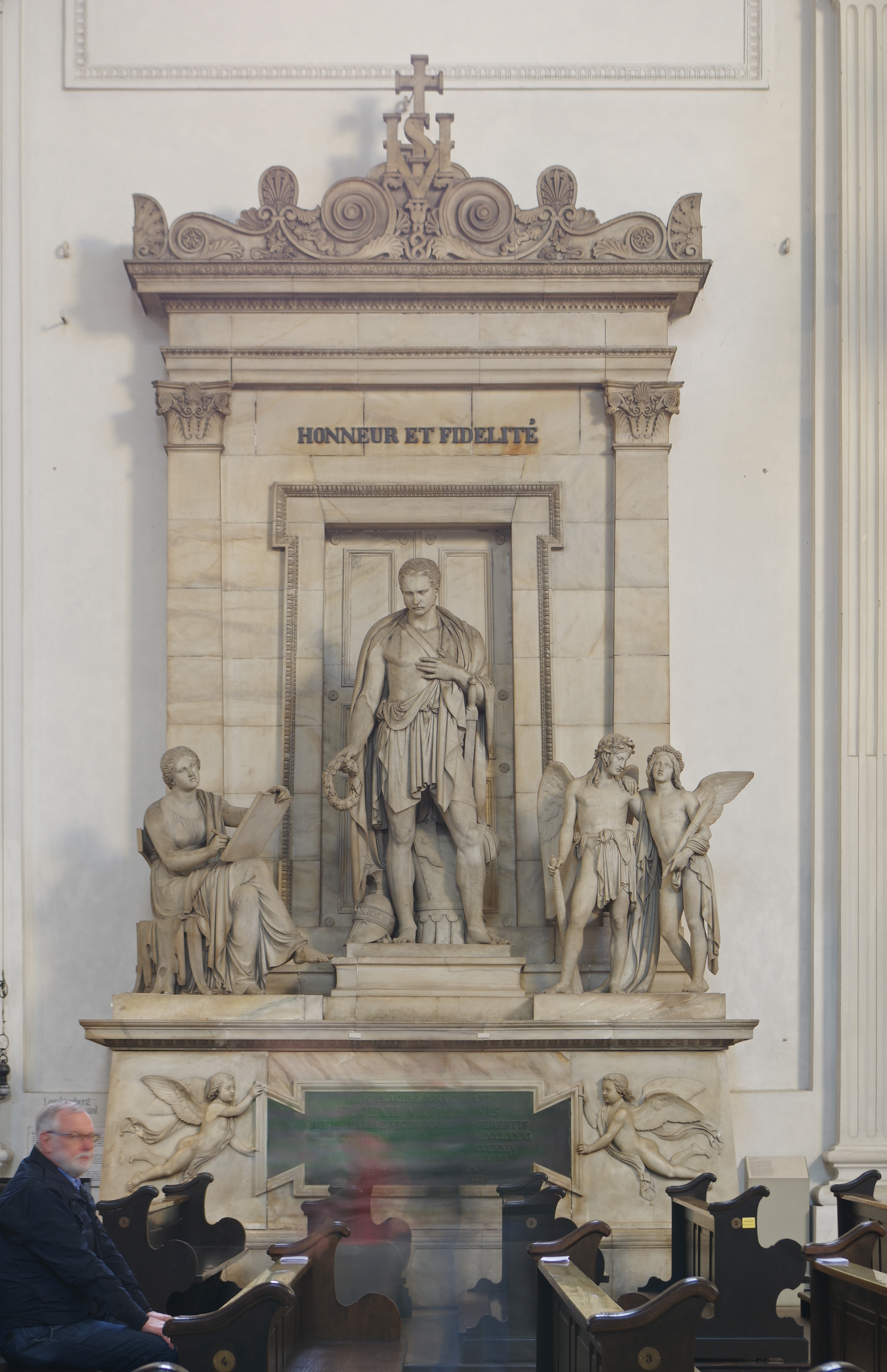
Il monumento tombale a San Michele, Monaco di Baviera

Morì per un ictus il 21 febbraio 1824, lasciando numerosi figli imparentati con le maggiori case regnanti d'Europa. È sepolto a San Michele a Monaco di Baviera, nel celebre monumento tombale realizzato dallo scultore danese Bertel Thorvaldsen (1770-1844).

## Discendenza
Eugenio e Augusta di Baviera ebbero sette figli:
- Giuseppina (1807-1876), regina di Svezia e di Norvegia. Sposò nel 1823 Oscar, figlio di Bernadotte e di Désirée Clary, in seguito Oscar I, re di Svezia (1799–1859);
- Eugenia (1808-1847), principessa di Hohenzollern-Hechingen. Sposò nel 1826 Federico Guglielmo Costantino, principe ereditario di Hohenzollern-Hechingen (1801–1869);
- Augusto (1810 - 1835), duca di Leuchtenberg e principe consorte di Portogallo. Sposò nel 1835 Maria II, regina del Portogallo (1819–1853), figlia dell'imperatore Pietro I del Brasile;
- Amelia (1812-1873), imperatrice del Brasile. Sposò nel 1829 l'imperatore del Brasile Pietro I (1831–1853);
- Teodolinda (1814-1857), contessa di Württemberg e duchessa d'Urach. Sposò nel 1841 Guglielmo, conte del Wuerttemberg poi duca d'Urach(1810–1869);
- Carolina (1816-1816);
- Massimiliano (1817-1852), duca di Leuchtenberg e principe Romanowsky in Russia (con il titolo di "altezza imperiale"). Sposò nel 1839 Marija Nikolaevna Romanova, granduchessa di Russia (1819 – 1876), figlia dello zar Nicola I di Russia.

## Ascendenza
|                                                |                                      |                                                     | Genitori                            |  |  | Nonni |  |  | Bisnonni              |  |  | Trisnonni                  |  |
|                                                |                                      |                                                     |                                     |  |  |       |  |  | Claude de Beauharnais |  |  | François IV de Beauharnais |  |
|                                                |                                      |                                                     |                                     |  |  |       |  |  | Claude de Beauharnais |  |  | François IV de Beauharnais |  |
|                                                |                                      | Marguerite Françoise de Pyvart de Chastillé         |                                     |  |  |       |  |  | Claude de Beauharnais |  |  |                            |  |
| François V de Beauharnais                      |                                      |                                                     |                                     |  |  |       |  |  | Claude de Beauharnais |  |  |                            |  |
|                                                |                                      | Renée Hardouineau de Laudanière                     | Pierre Hardouineau de La Laudanière |  |  |       |  |  |                       |  |  |                            |  |
|                                                |                                      | Renée Hardouineau de Laudanière                     | Pierre Hardouineau de La Laudanière |  |  |       |  |  |                       |  |  |                            |  |
|                                                |                                      | Renée Hardouineau de Laudanière                     | Renée Le Pays de Beauville          |  |  |       |  |  |                       |  |  |                            |  |
| Alessandro di Beauharnais                      |                                      | Renée Hardouineau de Laudanière                     |                                     |  |  |       |  |  |                       |  |  |                            |  |
|                                                |                                      | François-Louis de Pyvart de Chastullé               | Jacques Pyvart de Chastullé         |  |  |       |  |  |                       |  |  |                            |  |
|                                                |                                      | François-Louis de Pyvart de Chastullé               | Jacques Pyvart de Chastullé         |  |  |       |  |  |                       |  |  |                            |  |
|                                                |                                      | François-Louis de Pyvart de Chastullé               | Madeleine de Beauchesne             |  |  |       |  |  |                       |  |  |                            |  |
| Marguerite Françoise de Pyvart de Chastillé    |                                      | François-Louis de Pyvart de Chastullé               |                                     |  |  |       |  |  |                       |  |  |                            |  |
|                                                |                                      | Jeanne Hardouineau de Laudanière                    | Pierre Hardouineau de La Laudanière |  |  |       |  |  |                       |  |  |                            |  |
|                                                |                                      | Jeanne Hardouineau de Laudanière                    | Pierre Hardouineau de La Laudanière |  |  |       |  |  |                       |  |  |                            |  |
|                                                |                                      | Jeanne Hardouineau de Laudanière                    | Renée Le Pays de Beauville          |  |  |       |  |  |                       |  |  |                            |  |
| Eugenio di Beauharnais                         |                                      | Jeanne Hardouineau de Laudanière                    |                                     |  |  |       |  |  |                       |  |  |                            |  |
|                                                | Gaspard Joseph Tascher de la Pagerie | Gaspard de Tascher de la Pagerie                    |                                     |  |  |       |  |  |                       |  |  |                            |  |
|                                                | Gaspard Joseph Tascher de la Pagerie | Gaspard de Tascher de la Pagerie                    |                                     |  |  |       |  |  |                       |  |  |                            |  |
|                                                | Gaspard Joseph Tascher de la Pagerie | Edmée Henriette Madeleine du Plessis de Savonnières |                                     |  |  |       |  |  |                       |  |  |                            |  |
| Giuseppe-Gaspard Tascher de la Pagerie         | Gaspard Joseph Tascher de la Pagerie |                                                     |                                     |  |  |       |  |  |                       |  |  |                            |  |
|                                                |                                      | Françoise Bourreau de la Chevalerie                 | François Bourreau de la Chevalerie  |  |  |       |  |  |                       |  |  |                            |  |
|                                                |                                      | Françoise Bourreau de la Chevalerie                 | François Bourreau de la Chevalerie  |  |  |       |  |  |                       |  |  |                            |  |
|                                                |                                      | Françoise Bourreau de la Chevalerie                 | Marie Thérèse Jaham des Prés        |  |  |       |  |  |                       |  |  |                            |  |
| Maria Giuseppina Rosa de Tascher de la Pagerie |                                      | Françoise Bourreau de la Chevalerie                 |                                     |  |  |       |  |  |                       |  |  |                            |  |
|                                                |                                      | Joseph François des Vergers de Sanois               | Joseph des Vergers de Sablons       |  |  |       |  |  |                       |  |  |                            |  |
|                                                |                                      | Joseph François des Vergers de Sanois               | Joseph des Vergers de Sablons       |  |  |       |  |  |                       |  |  |                            |  |
|                                                |                                      | Joseph François des Vergers de Sanois               | Élisabeth de Maigne du Plat         |  |  |       |  |  |                       |  |  |                            |  |
| Rose-Claire des Vergers de Sanois              |                                      | Joseph François des Vergers de Sanois               |                                     |  |  |       |  |  |                       |  |  |                            |  |
|                                                |                                      | Catherine Marie Brown                               | Anthony Brown                       |  |  |       |  |  |                       |  |  |                            |  |
|                                                |                                      | Catherine Marie Brown                               | Anthony Brown                       |  |  |       |  |  |                       |  |  |                            |  |
|                                                |                                      | Catherine Marie Brown                               | Catherine des Vergers de Sannois    |  |  |       |  |  |                       |  |  |                            |  |
|                                                |                                      | Catherine Marie Brown                               |                                     |  |  |       |  |  |                       |  |  |                            |  |

## Titoli e trattamento
- 1781- 1794: Eugène Rose de Beauharnais
- 1794 - 1804: Eugène Rose, visconte di Beauharnais
- 1804 - 1805: Sua Altezza Imperiale Eugenio di Beauharnais, principe di Francia
- 1805 - 1807: Sua Altezza Imperiale Eugenio di Beauharnais, principe di Francia e viceré d'Italia
- 1807 - 1810: Sua Altezza Imperiale Eugenio di Beauharnais, principe di Francia, viceré d'Italia e principe di Venezia
- 1810 - 1814: Sua Altezza Imperiale Eugenio di Beauharnais, principe di Francia, viceré d'Italia, principe di Venezia e granduca di Francoforte
- 1817 - 1824: Sua Altezza Reale Eugenio di Beauharnais, duca di Leuchtenberg e principe d'Eichstätt

## Celebrazioni
Eugenio di Beauharnais è stato uno dei protagonisti delle celebrazioni promosse dal Comitato Nazionale per le celebrazioni del bicentenario del Primo Regno d'Italia a partire dal 2005. Il Comitato Nazionale è stato costituito con decreto del Ministero per i Beni e le Attività Culturali del 19 aprile 2005, presidente Vittorio Sgarbi. Nel Comitato erano rappresentate Istituzioni Nazionali, locali e Internazionali, Istituti Culturali – Musei italiani e stranieri. Tra i molteplici eventi organizzati, una serie di conferenze svoltesi nella Sala da Ballo di Villa Bonaparte a Milano hanno rievocato la personalità storica di Eugenio nella breve stagione del Regno italico. Le conferenze sono state poi raccolte nel volume "Il Primo Regno d'Italia, 1805-1814", edito da Betagamma di Viterbo nel 2009.
In occasione del bicentenario della fine del Regno d'Italia Napoleonico, nella primavera del 2014 il Comune di Monza ed enti collegati hanno realizzato la rassegna "Il parco del viceré. L'eredità di Eugenio di Beauharnais", che ripercorre le opere e i lasciti di Beauharnais nel suo ruolo di vice di Napoleone.

### In italiano
- Mario Fratesi, Il Principe e il Papa. L'Appannaggio Beauharnais e lo Stato Pontificio, Editore Comune di Camerata Picena, 2004 (I ediz.), Centro Studi Marchigiano, Iesi 2010 (II ediz.)
- Luigi Provvisionato, Alla corte di Eugenio de Beauharnais, Parma ed., 1989
- Aldo Alessandro Mola, "Massoneria e letteratura" - Atti del Convegno Nazionale di Studi, Pugnochiuso (FO), Scottish Rite (Masonic order). Grande Oriente d'Italia., 1986,  p. 211. URL consultato il 22 novembre 2018 (archiviato dall'url originale il 22 novembre 2018).

Scottish Rite (Masonic order). Grande Oriente d'Italia. Convegno nazionale di studi, Aldo 

### In francese
- (FR)  Almanach de Gotha, Gotha 1931.
- (FR)  Général Vaudoncourt, Histoire politique et militaire du prince Eugène, Parigi, 1828, 2 volumi in-8.
- (FR)  A. du Casse, Mémoires et correspondance du prince Eugène, 10 volumi, in-8, 1858-1860.
- (FR)  René Blémus, Eugène de Beauharnais, L'honneur à tout vent, Edition France-Empire, Parigi, 1993.